# فرودگاه بین‌المللی آیت‌الله هاشمی رفسنجانی کرمان
فرودگاه بین‌المللی کرمان (کد یاتا: KER) در شهر کرمان ،مرکز استان کرمان واقع شده‌است و مهم ترین فرودگاه جنوب شرق و مرکز ایران به حساب می‌آید. این فرودگاه دارای ۲ ترمینال داخلی و خارجی بوده که در سال ۱۳۹۴، ۷۳ هزار مسافر پرواز های خارجی و داخلی از امکانات این فرودگاه استفاده کرده‌اند. هر هفته بالغ بر ۴۰ پرواز داخلی و تعدادی پرواز بین‌المللی از فرودگاه بین‌المللی کرمان انجام می‌گیرد. فرودگاه کرمان در حال حاضر دارای سه باند پروازی می باشد که یک باند غیر فعال و نظامی، یک باند اصلی و یک باند اضطراری (با کاربرد تاکسی وی در حالت عادی) است. فرودگاه بین المللی کرمان دارای بزرگترین ترمینال فرودگاهی جنوب شرق کشور است.

## تاریخچه و مشخصات
مطالعات اولیه احداث این فرودگاه از سال ۱۳۰۴ آغاز شد. در نهایت در سال ۱۳۳۵ عملیات ساختمانی این فرودگاه شروع گردید.
شروع جابجایی مسافر و بار از سال ۱۳۳۵ با دو پرواز برنامه ای در هفته با هواپیمای داگلاس دی‌سی-۶ در مسیر تهران-کرمان-تهران آغاز شد.
مساحت اولیه پایانه مسافری فرودگاه کرمان ۶۰۰ مترمربع و طول باند پروازی آن ۲۶۰۰ متر با عرض ۴۵ متر بوده‌است؛ همچنین این فرودگاه دارای یک باند ۲۰۰۰ متری دیگر نیز است. در سال ۱۳۶۰ عملیات تطویل و روکش، باند اصلی به طول ۳۸۶۰ متر و عرض ۶۰ متر ارتقاء یافته‌است که در سال ۱۳۶۶ به بهره برداری و در سال ۱۳۶۹ تحویل قطعی گردیده است.
در سال ۱۳۶۲ انعقاد قرارداد توسعه ترمینال فرودگاه ۱۲۰۰ مترمربع منعقد و در سال ۱۳۶۶ مساحت ترمینال به ۱۸۰۰ مترمربع افزایش و دوباره در سال ۱۳۶۹ با ایجاد توسعه ترمینال حجاج (احداث طبقه دوم) به ۲۶۰۰ مترمربع افزایش یافته‌است. در سال ۱۳۷۲ ترمینال جداگانه حجاج با زیربنای ۳۰۰۰ مترمربع به بهره برداری رسید.
در ۲۲ بهمن ۱۳۹۹ بعد از دو سال عملیات بازسازی و افزایش مساحت ترمینال داخلی به سر انجام رسید و در حال حاضر با مساحت ۷۸۲۴ متر مربع و امکان پاسخگویی به سالانه بیش از یک میلیون و صد هزار مسافر در حال خدمت است. همچنین لازم به ذکر است که باند ۳۴/۱۶ چپ این فرودگاه که از این پس باند اصلی آن محسوب می شود از این تاریخ شروع به کار کرده.  در این بازسازی کلیه سیستم های امنیتی نظارتی فرودگاه از جمله سامانه کمک ناوبری DVOR/DME، روشنایی های باند ها و محوطه و سیستم های آتش نشانی و برق رسانی فرودگاه به روزرسانی و تجهیز شدند.

## شرکت‌های هواپیمایی و مقصدهای پروازی
| شرکت‌های هواپیمایی | مقصدهای پروازی                                       |
| ----------------- | ---------------------------------------------------- |
| ایران ایر         | تهران،مدینه، جده (در ایام حج)                        |
| ماهان ایر         | تهران، مشهد، اصفهان، تبریز، کیش، شیراز، بغداد، اهواز |
| فلای دبی          | دبی                                                  |
| هواپیمایی قشم     | تهران                                                |
| هواپیمایی کیش     | کیش                                                  |
| هواپیمایی کارون   | تهران،مشهد                                           |
| هواپیمایی وارش    | مشهد                                                 |
| هواپیمایی پارس    | تهران،نجف اشرف                                       |
| هواپیمایی تابان   | تهران                                                |
| هواپیمایی چابهار  | تهران                                                |

## بزرگترین ترمینال مسافربری هوایی جنوب شرق ایران
بزرگترین ترمینال مسافربری هوایی جنوب شرق ایران واقع در فرودگاه بین المللی آیت الله هاشمی رفسنجانی کرمان، در سال ۹۹ و همزمان با دهه فجر انقلاب اسلامی به بهره برداری رسیده است. این طرح‌ها شامل باند دوم، ترمینال جدید پروازهای داخلی، محوطه زمینی، توسعه زیرساخت‌ها، سامانه روشنایی عوامل پروازی، سامانه کمک ناوبری DVOR/DME و دیزل ژنراتورهای آن است. بهره‌برداری از باند دوم فرودگاه انجام شد که با افتتاح این پروژه‌ها زیربنای ترمینال پروازهای داخلی از ۲ هزار و ۸۰۰ متر مربع به هفت هزار و ۷۰۰ متر مربع افزایش یافته است. همچنین بر اساس استانداردها، ظرفیت اسمی ترمینال قبلی از ۴۰۰ هزار مسافر به یک میلیون و ۱۰۰ هزار مسافر افزایش یافته است.سه دستگاه خودرو نجات و آتش نشانی و پیشرو آتش نشانی فرودگاهی جدید و یک دستگاه خودرو هدایت زمینی هواپیما نیز خریداری و به کار گرفته شده است. سامانه کمک بصری روشنایی فرودگاه تکمیل و سامانه کمک ناوبری DVOR/DME هم نصب و راه‌اندازی شده است. بالغ بر سه هزار میلیارد ریال برای اجرای پروژه‌ها و خرید تجهیزات و ماشین آلات از محل درآمد شرکت فرودگاه‌ها و ناوبری هوایی ایران هزینه شده است.

## نگارخانه

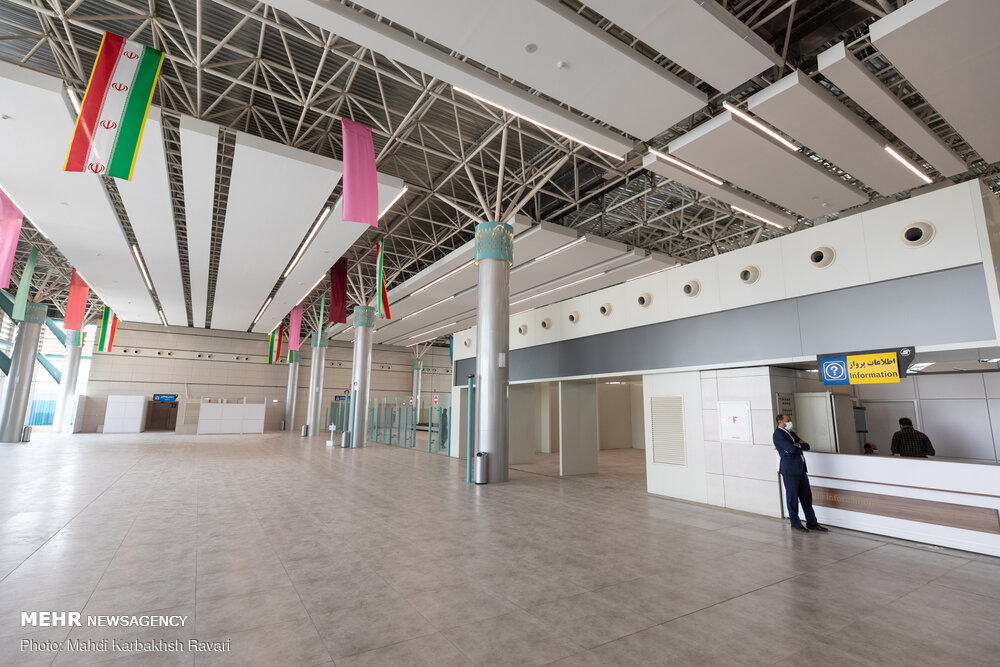
فضای درونی ترمینال جدید فرودگاه، هنگام بهره برداری
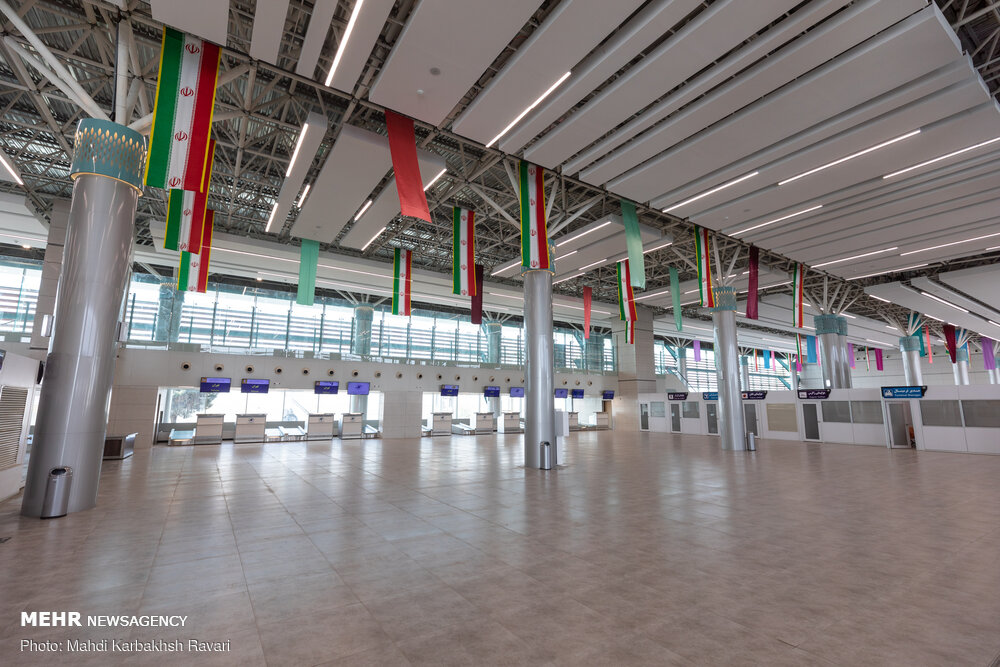
فضای درون ترمینال جدید فرودگاه، هنگام بهره برداری